# Decorazione della facciata di Santa Maria del Fiore

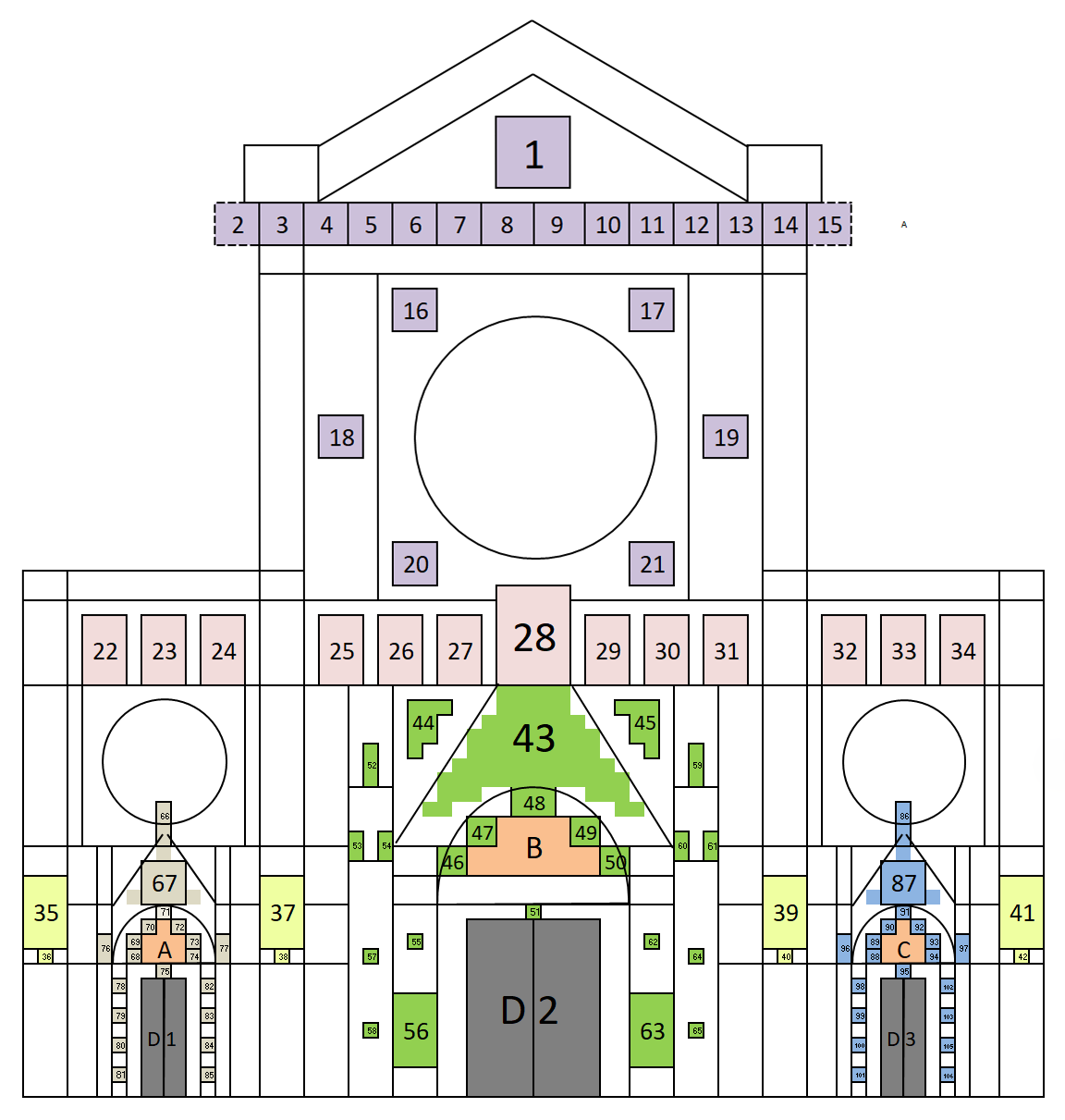
Schema della decorazione della facciata del Duomo di Firenze

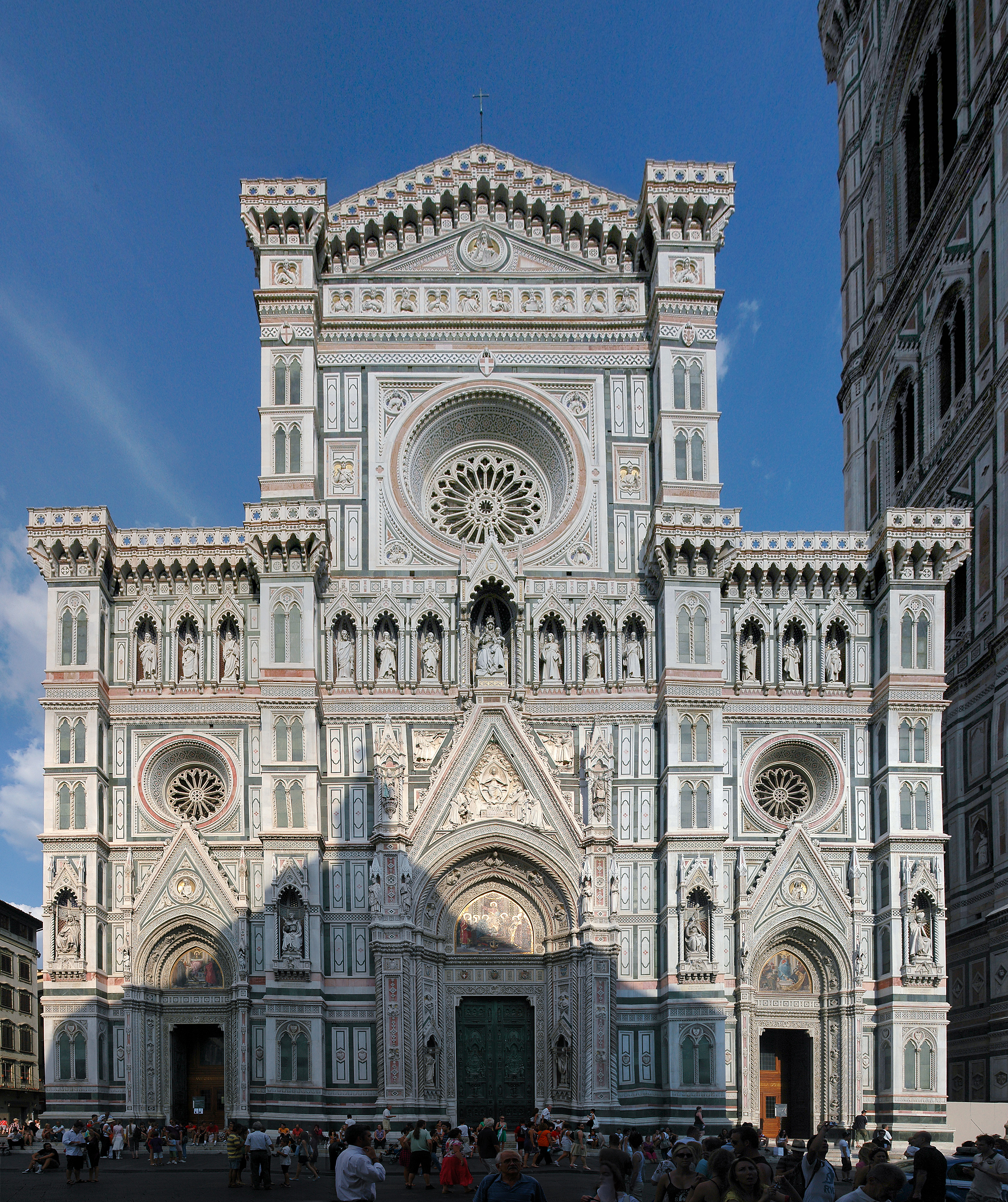
La facciata ottocentesca di Santa Maria del Fiore

La decorazione della facciata di Santa Maria del Fiore (cattedrale di Firenze) venne progettata verso il 1870 da Augusto Conti, su indicazione dell'architetto Emilio De Fabris, e messa in opera tra il 1883 e il 1887. Coinvolse circa trenta artisti, non solo scultori, che realizzarono i mosaici, le statue e i rilievi che compongono una complessa teologia, sul ruolo salvifico di Maria nella Salvezza e sulla celebrazione di Firenze nel fecondo rapporto tra religione e arte. Per le porte bronzee infine si dovette aspettare gli anni tra il 1899 e il 1903.

## Storia
Le tormentate vicende per la costruzione della facciata di Santa Maria del Fiore furono gradualmente superate con l'approvazione dei progetti definitivi e della messa in opera del grandioso progetto di Emilio De Fabris nel 1876, con supervisione del cantiere affidata in larga parte a Luigi Del Moro. Il programma iconografico per la decorazione degli spazi destinati alle sculture e ai mosaici venne redatto dal professor Augusto Conti, e sottoposto ad approvazione dell'architetto stesso, dell'arcivescovo e dal Comitato esecutivo. Le varie parti vennero assegnate prendendo accordi verbali con gli artisti gravitanti sulla scena fiorentina, ripetendo quel felice concorso di più mani applicato per esempio anche qualche decennio prima per la decorazione delle nicchie del piazzale degli Uffizi. Pur nella varia distribuzione delle commissioni, e nella generale difficoltà per la continua necessità di reperire i fondi necessari, si registrò una certa preminenza di Augusto Passaglia. Alcuni pezzi particolarmente significativi furono tuttavia affidati agli artisti toscani più acclamati, quali Tito Sarrocchi (Madonna col Bambino) e Giovanni Dupré (Patroni dell'arcidiocesi fiorentina nel portale centrale, anche se eseguiti poi da sua figlia Amalia per la sopraggiunta malattia e morte). 
Per quanto riguarda i mosaici, eseguiti materialmente dalla Società Musiva Veneziana, la realizzazione dei cartoni venne affidata esclusivamente al genovese Niccolò Barabino, che pure si era formato all'Accademia fiorentina, restando quindi inserito nell'ambiente artistico cittadino. 
La facciata venne svelata nel 1883, e inaugurata ufficialmente nel 1887. Le porte bronzee invece richiesero un'altra quindicina d'anni, tra il reperimento dei fondi e la realizzazione materiale, venendo messe in opera tra il 1899 e il 1903. Anche nelle porte ebbe la fetta maggiore Augusto Passaglia, mentre l'ultima, quella destra verso sud, fu realizzata dal giovane Giuseppe Cassioli.

## Temi
In ossequio alla dedica della cattedrale alla Vergine Maria, il tema principale della decorazione la omaggia come centro dell'idea artistica, sviluppandosi poi nel tema della Salvezza e della civiltà cristiana. Il Conti lo formulò così: "La grandezza del Cristianesimo in se stesso, e le due armonie con la Civiltà, segnatamente per le ispirazioni gentili che derivano dal culto cristiano alla Madre del Redentore". In quest'ottica si spiega la presenza dei busti degli uomini illustri (fiorentini o comunque gravitanti su Firenze, secondo il fortunato tema del culto dei probi vires locali, che tanti cicli aveva ispirato in città fin dal Medioevo). 

## Descrizione
La facciata si può spartire in tre grandi zone spartite orizzontalmente: una superiore, sul coronamento e attorno alla finestra circolare principale; una mediana, con la serie delle statue della Madonna e degli Apostoli nelle nicchie; una inferiore, corrispondente ai portali. Quella inferiore si può a sua volta suddividere tra le quattro grandi nicchie sui pilastri principali e le decorazioni attorno ai tre portali.

### Zona superiore
La figura del Padre Eterno sul frontone rappresenta il culmine dell'intera rappresentazione iconografica della facciata, e in generale, l'aspirazione massima del fedele cristiano. Dio è rappresentato entro il triangolo che simboleggia la Trinità, con un  gesto di clemente benedizione e reggente un libro con l'alfa e l'omega, che indica come l'Eterno sia primo principio e fine ultimo di ogni cosa. 
Sotto di esso si trovano i busti ad altorilievo entro quadrilobi di artisti che, tramite l'ispirazione religiosa, crearono grandiose opere di arte sacra, nella letteratura, nella musica, nell'architettura, pittura e scultura. Essi sono quasi tutti fiorentini o, per lo meno, gravitanti per un certo periodo sulla scena cittadina (come Raffaello). 
Attorno al finestrone circolare principale invece ci sono altri busti di personaggi importanti nelle Scienze, fisiche, astronomiche, filosofiche, politiche, militari e storico-geografiche, sempre nel quadro dell'ispirazione data dal Cristianesimo.
| Numero | Immagine | Titolo                                        | Soggetto                         | Autore                 | Note                                                                |
| ------ | -------- | --------------------------------------------- | -------------------------------- | ---------------------- | ------------------------------------------------------------------- |
| 1      |          | Padre Eterno benedicente                      | Dio                              | Augusto Passaglia      |                                                                     |
| 2      |          | Filippo Brunelleschi                          | Filippo Brunelleschi             | Giovanni Giovannetti   | L'immagine è del gesso preparatorio nel Museo dell'Opera del Duomo. |
| 3      |          | Arnolfo di Cambio                             | Arnolfo di Cambio                | Cesare Zocchi          |                                                                     |
| 4      |          | Michelangelo Buonarroti                       | Michelangelo Buonarroti          | Antonio Bortone        |                                                                     |
| 5      |          | Andrea Pisano                                 | Andrea Pisano                    | Dante Sodini           | L'immagine è del gesso preparatorio nel Museo dell'Opera del Duomo. |
| 6      |          | Francesco Petrarca                            | Francesco Petrarca               | Lot Torelli            |                                                                     |
| 7      |          | Dante Alighieri                               | Dante Alighieri                  | Cesare Fantacchiotti   | L'immagine è del gesso preparatorio nel Museo dell'Opera del Duomo. |
| 8      |          | Sant'Ambrogio                                 | Sant'Ambrogio                    | Dante Sodini           | L'immagine è del gesso preparatorio nel Museo dell'Opera del Duomo. |
| 9      |          | Guido Monaco                                  | Guido Monaco                     | Raffaello Pagliaccetti | L'immagine è del gesso preparatorio nel Museo dell'Opera del Duomo. |
| 10     |          | Giovanni Pierluigi da Palestrina              | Giovanni Pierluigi da Palestrina | Raffaello Romanelli    | L'immagine è del gesso preparatorio nel Museo dell'Opera del Duomo. |
| 11     |          | Beato Angelico                                | Beato Angelico                   | Rinaldo Carnielo       | Gesso preparatorio conservato nella Galleria Rinaldo Carnielo.      |
| 12     |          | Leonardo da Vinci                             | Leonardo da Vinci                | Cesare Fantacchiotti   | L'immagine è del gesso preparatorio nel Museo dell'Opera del Duomo. |
| 13     |          | Raffaello                                     | Raffaello Sanzio                 | Giovanni Magi          |                                                                     |
| 14     |          | Giotto                                        | Giotto                           | Antonio Bortone        | L'immagine è del gesso preparatorio nel Museo dell'Opera del Duomo. |
| 15     |          | L'Orcagna                                     | Andrea Orcagna                   | Adolfo Galducci        | L'immagine è del gesso preparatorio nel Museo dell'Opera del Duomo. |
| 16     |          | Paolo dal Pozzo Toscanelli per la Matematica  | Paolo dal Pozzo Toscanelli       | Adolfo Galducci        |                                                                     |
| 17     |          | Amerigo Vespucci per la Geografia e la Storia | Amerigo Vespucci                 | Adolfo Galducci        |                                                                     |
| 18     |          | Pippo Spano per la Scienza militare           | Pippo Spano                      | Augusto Passaglia      |                                                                     |
| 19     |          | Niccolò Acciaiuoli per l'Arte di Stato        | Niccolò Acciaiuoli               | Augusto Passaglia      |                                                                     |
| 20     |          | Galileo Galilei per la Fisica e l'Astronomia  | Galileo Galilei                  | Adolfo Galducci        |                                                                     |
| 21     |          | Marsilio Ficino per la Filosofia              | Marsilio Ficino                  | Adolfo Galducci        |                                                                     |

### Zona mediana
La fila di nicchie della fascia di raccordo tra zona inferiore e zona superiore è occupata dalla statua della Madonna col Bambino al centro, con l'attributo di Regina Apostolorum, e i dodici apostoli, in statue a tuttotondo fatte da diversi scultori. Gli apostoli, soprattutto quelli minori, spesso non presentano nessun attributo tradizionale, ma la loro identificazione è affidata all'iscrizione in latino alla base, fatta con caratteri gotici. 
| Numero | Immagine | Soggetto                     | Autore                 | Note                                                   |
| ------ | -------- | ---------------------------- | ---------------------- | ------------------------------------------------------ |
| 22     |          | San Matteo                   | Augusto Passaglia      |                                                        |
| 23     |          | San Bartolomeo               | Cesare Fantacchiotti   |                                                        |
| 24     |          | San Filippo                  | Luigi Cartei           |                                                        |
| 25     |          | San Giacomo maggiore         | Pietro Costa           |                                                        |
| 26     |          | Sant'Andrea                  | Raffaello Pagliaccetti |                                                        |
| 27     |          | San Pietro                   | Emilio Gallori         |                                                        |
| 28     |          | Madonna con Bambino in trono | Tito Sarrocchi         |                                                        |
| 29     |          | San Giovanni apostolo        | Cesare Zocchi          |                                                        |
| 30     |          | San Tommaso                  | Giovanni Paganucci     |                                                        |
| 31     |          | San Giacomo minore           | Antonio Bortone        |                                                        |
| 32     |          | San Simone Zelota            | Rinaldo Carnielo       | La versione in gesso è alla Galleria Rinaldo Carnielo. |
| 33     |          | San Giuda Taddeo             | Urbano Lucchesi        |                                                        |
| 34     |          | San Mattia                   | Ettore Ximenes         |                                                        |

### Zona inferiore

#### Pilastroni
I pilastroni, che corrispondono alla scansione interna delle navate, sono decorati nella zona vicina ai portali da quattro grandi nicchie, ospitanti le statue sedute di altrettanti personaggi della Chiesa legati alla fondazione o alla consacrazione della cattedrale. Essi, individuabili dai nomi sotto le nicchie, oltre a celebrare la storia del duomo e della Chiesa fiorentina, alludono alla gerarchia ecclesiastica, presentando un papa, un cardinale, un arcivescovo e un vescovo. Sotto di essi, alla base delle nicchie Giovanni Magi scolpì degli angeli con in mano alcuni simboli che alludono ai sette sacramenti. 
| Numero | Immagine | Soggetto                                       | Autore           | Note |
| ------ | -------- | ---------------------------------------------- | ---------------- | --- |
| 35     |          | Pietro Valeriani cardinale                     | Salvino Salvini  | Partecipò alla cerimonia della posa della prima pieta della cattedrale come legato di papa Bonifacio VIII.                   |
| 36     |          | Angelo del matrimonio                          | Giovanni Magi    | Ha un anello nella mano sinistra.                                                                                            |
| 37     |          | Agostino Tinacci vescovo                       | Ulisse Cambi     | Vescovo di Narni, benedisse la posa di pilastri della cattedrale nel 1357, durante la sede vacante nella diocesi di Firenze. |
| 38     |          | Angelo dell'ordinazione e dell'estrema unzione | Giovanni Magi    | Tiene un'ampolla dell'olio santo.                                                                                            |
| 39     |          | Eugenio IV papa                                | Vincenzo Consani | Consacrò la cattedrale nel 1436.                                                                                             |
| 40     |          | Angelo della penitenza e dell'eucaristia       | Giovanni Magi    | Stringe le chiavi di San Pietro e leva in alto un'ostia.                                                                     |
| 41     |          | Sant'Antonino arcivescovo                      | Antonio Bortone  | Benedisse la cupola e l'inizio dei lavori alla lanterna.                                                                     |
| 42     |          | Angelo del battesimo e cresima                 | Giovanni Magi    | Tiene il vasetto del Crisma.                                                                                                 |

#### Portale centrale
| Numero | Immagine | Soggetto                                    | Autore                                                 | Note |
| ------ | -------- | ------------------------------------------- | ------------------------------------------------------ | --- |
| 43     |          | Madonna Foederis Arca                       | Augusto Passaglia                                      | La Madonna simboleggia il nuovo patto tra Antico e Nuovo Testamento, come l'arca di Noè che salvò la vita dal diluvio, essa portò in sé il Salvatore, diventando "corredentrice". A essa è dedicata la cattedrale. In alto la colomba dello Spirito Santo porta il ramoscello d'ulivo. Attorno a Maria il gonfaloniere e i priori di Firenze al tempo dell'erezione della nuova cattedrale le rendono omaggio, mentre essa è seduta in una mandorla tra gli angeli. A sinistra poi si trovano papa Callisto III, Cristoforo Colombo e Padre Juan Pérez, frate che mediò tra l'esploratore e la regina Isabella di Castiglia (per questo entrambi tengono una mano su un globo); a destra Caterina da Siena e Pio V; in basso un altare con l'Agnus Dei sul volume dell'Apocalisse coi sette sigilli. Ai lati dell'altare i busti di Giuda e Giacobbe, capi tribù da cui discendettero Maria e Gesù. |
| 44     |          | Quattro sacerdoti ebrei con le trombe sacre | Giovanni Giovannetti                                   | Allude alla difesa dei nemici del Cristianesimo, con le trombe che fecero cadere le mura di Gerico. |
| 45     |          | Tre sacerdoti ebrei con le trombe sacre     | Giovanni Giovannetti                                   | Come il precedente, formano in tutto sette sacerdoti. |
| 46     |          | San Filippo Benizi                          | Augusto Passaglia                                      | Santo fiorentino. |
| 47     |          | Beato Ippolito Galantini                    | Augusto Passaglia                                      | Beato fiorentino. |
| 48     |          | Sant'Andrea Corsini                         | Augusto Passaglia                                      | Santo fiorentino. |
| 49     |          | San Giovanni Gualberto                      | Augusto Passaglia                                      | Santo fiorentino. |
| 50     |          | San Filippo Neri                            | Augusto Passaglia                                      | Santo fiorentino. |
| 51     |          | San Giuseppe                                | Augusto Passaglia                                      | Sposo di Maria. |
| 52     |          | San Gregorio VII                            | Fortunato Galli                                        | Papa toscano, accenna con la mano al cielo, a significare l'opposizione costante alla simonia, che combatté durante il suo papato. |
| 53     |          | San Callisto I                              | Dante Sodini                                           | Si trova rappresentato con un rotolo perché nelle catacombe di San Callisto si credeva la più antica immagine di Maria. |
| 54     |          | San Celestino I                             | Dante Sodini                                           | Convocò il Concilio di Efeso che combatté le eresie e celebrò il culto di Maria. La testa è una replica, originali nei depositi. |
| 55     |          | San Miniato                                 | Augusto Passaglia                                      | Santo fiorentino. |
| 56     |          | Santa Reparata                              | Amalia Dupré                                           | Compatrona, con Zanobi, della Diocesi di Firenze. |
| 57     |          | Isaia                                       | Augusto Passaglia                                      | |
| 58     |          | David                                       | Augusto Passaglia                                      | |
| 59     |          | San Leone Magno                             | Raffaello Romanelli                                    | È rappresentato nell'atto di fermare gli Unni; venne scelto nel tema generale perché combatté l'eresia nestoriana che negava la doppia natura di Gesù e quindi la natura "deipara" di Maria. |
| 60     |          | San Bonaventura                             | Dante Sodini                                           | Scrisse il Salterio di Maria. |
| 61     |          | San Girolamo                                | Dante Sodini                                           | Nell'Epistola 48 a Pammacchio difese la verginità di Maria. |
| 62     |          | San Romolo di Fiesole                       | Augusto Passaglia                                      | Santo dell'area fiorentina. |
| 63     |          | San Zanobi                                  | Amalia Dupré                                           | Compatrono, con Reparata della Diocesi di Firenze. La statua fu iniziata da Giovanni Dupré e terminata dalla figlia Amalia. |
| 64     |          | Mosè                                        | Augusto Passaglia                                      | |
| 65     |          | Salomone                                    | Augusto Passaglia                                      | |
| B      |          | Gesù in trono e santi                       | Società Musiva Veneziana su disegno di Nicolò Barabino | Il cartone originale è nel Museo dell'Opera del Duomo. Ai piedi di Gesù in trono sono inginocchiati, sul primo gradino, Maria e Giovanni Battista. A sinistra si trovano poi santa Giuliana Falconieri, Umiliana de' Cerchi, san Lorenzo, papa Vittore I (santo patrono di Vittorio Emanuele II); a destra sant'Anna, san Bernardo degli Uberti vescovo, e santa Maria Maddalena de' Pazzi. |
| D2     |          | Battenti del portale centrale               | Augusto Passaglia                                      | Nei battenti si svolgono le storie di Maria. Qui sono rappresentate l'Ascensione di Maria e la sua Incoronazione, tra figure di Profeti, sibille, santi e angeli cantori. |

#### Portale sinistro (nord)
| Numero | Immagine | Soggetto                                      | Autore                                                 | Note |
| ------ | -------- | --------------------------------------------- | ------------------------------------------------------ | --- |
| 66     |          | Aronne                                        | Giovan Battista Tassara                                | La statua originale si trova nel Museo dell'Opera del Duomo, all'esterno è stata collocata una copia di Marcello Del Colle. La presenza di Aronne e Samuele alla sommità dei portali laterali si ricollega la tema della Madonna come "Arca". Aronne infatti amministrava il sacerdozio antico attorno all'"Arca dell'antico Patto", cioè alla custodia delle tavole dei Comandamenti. |
| 67     |          | Cristo della Passione                         | Augusto Passaglia                                      | Cristo rappresenta, dopo Aronne, la continuazione del sacerdozio eterno. Gli angeli nei triangoli del frontone sono di Giovanni Paganucci e recano i simboli della Passione: la tabella dell'INRI, i tre chiodi e la corona di spine. |
| 68     |          | Angelo che canta il Gloria                    | Giovanni Paganucci                                     | |
| 69     |          | Angelo che canta il Gloria                    | Giovanni Paganucci                                     | |
| 70     |          | Angelo che canta il Gloria                    | Giovanni Paganucci                                     | |
| 71     |          | San Zaccaria                                  | Giovanni Paganucci                                     | Regge un turibolo, perché nel Tempio ebbe la visione della nascita del figlio Giovanni Battista, precursore di Gesù. |
| 72     |          | Angelo che canta il Gloria                    | Giovanni Paganucci                                     | |
| 73     |          | Angelo che canta il Gloria                    | Giovanni Paganucci                                     | |
| 74     |          | Angelo che canta il Gloria                    | Giovanni Paganucci                                     | |
| 75     |          | San Marco                                     | Augusto Passaglia                                      | Vicino all'Ecce Homo perché nel suo Vangelo narrò la crocifissione e l'ascensione di Gesù. |
| 76     |          | Adamo                                         | Lot Torelli                                            | La statua originale si trova nel Museo dell'Opera del Duomo, all'esterno è stata collocata una copia di Marcello Del Colle. |
| 77     |          | Eva                                           | Lot Torelli                                            | La statua originale si trova nel Museo dell'Opera del Duomo, all'esterno è stata collocata una copia di Marcello Del Colle. |
| 78     |          | Angelo che canta il Gloria                    | Giovanni Paganucci                                     | |
| 79     |          | Angelo che canta il Gloria                    | Giovanni Paganucci                                     | |
| 80     |          | Angelo che canta il Gloria                    | Giovanni Paganucci                                     | |
| 81     |          | Angelo che canta il Gloria                    | Giovanni Paganucci                                     | |
| 82     |          | Angelo che canta il Gloria                    | Giovanni Paganucci                                     | |
| 83     |          | Angelo che canta il Gloria                    | Giovanni Paganucci                                     | |
| 84     |          | Angelo che canta il Gloria                    | Giovanni Paganucci                                     | |
| 85     |          | Angelo che canta il Gloria                    | Giovanni Paganucci                                     | |
| A      |          | Carità tra i fondatori di Opere Pie a Firenze | Società Musiva Veneziana su disegno di Nicolò Barabino | Il cartone originale è nel Museo dell'Opera del Duomo. La personificazione della Carità siede su un trono con alla base gli stemmi delle principali Opere pie fiorentine, fondate dai personaggi ai suoi lati. A sinistra il sacerdote Filippo Franci (col volto nascosto poiché ignoto) che istitutì l'ospizio della Quarconia, Folco Portinari (col berretto rosso), fondatore dell'ospedale di Santa Maria Nuova e fra Pietro da Verona, che ispirò la fondazione della Compagnia del Bigallo; a destra Bonifacio Lupi (vestito da podestà), che sovvenzionò la creazione dell'ospedale Bonifacio, Simone di Piero Vespucci (col lucco rosso) per l'ospedale vecchio di San Giovanni di Dio, Piero di Luca Borsi per l'arciconfraternita della Misericordia e fra Bernardino da Feltre (appena visibile sullo sfondo) per il Monte di Pietà. |
| D1     |          | Battenti del portale sinistro                 | Augusto Passaglia                                      | Nei battenti dei portali si svolgono le storie di Maria. Qui sono rappresentate la Presentazione di Maria bambina al Tempio e lo Sposalizio, tra quattro figure di Virtù: Temperanza, Umiltà, Fede e Prudenza. |

#### Portale destro (sud)
| Numero | Immagine | Soggetto                                        | Autore                                                 | Note |
| ------ | -------- | ----------------------------------------------- | ------------------------------------------------------ | --- |
| 86     |          | Samuele                                         | Giovan Battista Tassara                                | La statua originale si trova nel Museo dell'Opera del Duomo, all'esterno è stata collocata una copia di Marcello Del Colle. La presenza di Aronne e Samuele alla sommità dei portali laterali si ricollega la tema della Madonna come "Arca". Samuele riportò l'Arca dell'Alleanza in terra di Israele. Ha il vasetto del Crisma e fa atto di ungere la fronte di David per consacrarlo re del popolo ebreo. |
| 87     |          | Madonna addolorata                              | Emilio Gallori                                         | Fa da pendant all'Ecce Homo sull'altro portale. Nei triangoli angeli con fiori (rose mariane) e datteri della palma del martirio, scolpiti da Cesare Zocchi. |
| 88     |          | Angelo dell'Apocalisse                          | Emilio Gallori e Cesare Zocchi                         | Con la falce. |
| 89     |          | Arcangelo Michele                               | Emilio Gallori e Cesare Zocchi                         | Con la spada e la corazza. |
| 90     |          | Angelo che liberò san Pietro                    | Emilio Gallori e Cesare Zocchi                         | Tiene le chiavi e le catene. |
| 91     |          | Sant'Elisabetta                                 | Emilio Gallori                                         | Madre del Battista, precursore di Cristo. |
| 92     |          | Angelo della Resurrezione                       | Emilio Gallori e Cesare Zocchi                         | Con il teschio e la palma del martirio. |
| 93     |          | Arcangelo Raffaele                              | Emilio Gallori e Cesare Zocchi                         | Col pesce con cui curò Tobia, il padre di Tobiolo. |
| 94     |          | Angelo dell'Apocalisse col calice               | Emilio Gallori e Cesare Zocchi                         | Che rovescia il calice dell'ira, che dà inizio alla fine dei tempi. |
| 95     |          | San Luca                                        | Cesare Zocchi                                          | Si collega a Maria per la scrittura del Magnificat e del saluto dell'Ave Maria. |
| 96     |          | Abramo                                          | Adriano Cecioni                                        | Con l'ariete ai piedi. |
| 97     |          | Sara e Isacco                                   | Adriano Cecioni                                        | Con il piccolo Isacco. |
| 98     |          | Demone (angelo caduto)                          | Emilio Gallori e Cesare Zocchi                         | Si ritrae spaventato |
| 99     |          | Demone (angelo caduto)                          | Emilio Gallori e Cesare Zocchi                         | Guarda preoccupato incrociando le braccia. |
| 100    |          | Demone (angelo caduto)                          | Emilio Gallori e Cesare Zocchi                         | Unisce le mani alla spalla, in un gesto di spavento. |
| 101    |          | Demone (angelo caduto)                          | Emilio Gallori e Cesare Zocchi                         | Guarda a sinistra unendo le mani in alto. |
| 102    |          | Demone (angelo caduto)                          | Emilio Gallori e Cesare Zocchi                         | Ha un gesto di paura. |
| 103    |          | Demone (angelo caduto)                          | Emilio Gallori e Cesare Zocchi                         | Guarda in alto e solleva una mano. |
| 104    |          | Demone (angelo caduto)                          | Emilio Gallori e Cesare Zocchi                         | Si copre un occhio con la mano in un gesto di sgomento. |
| 105    |          | Demone (angelo caduto)                          | Emilio Gallori e Cesare Zocchi                         | Si appoggia desolato alla cornice (può sembrare il gesto dell'ombrello). |
| C      |          | Fede tra i rappresentanti delle Arti di Firenze | Società Musiva Veneziana su disegno di Nicolò Barabino | Il cartone originale è nel Museo dell'Opera del Duomo. La personificazione della Fede è omaggiata dai rappresentanti delle Arti di Firenze, che con la loro attività portarono ricchezza alla città, permettendo l'edificazione dei suoi edifici sacri, compresa la cattedrale. Alla base del trono ci sono gli stemmi di alcune Arti maggiori; a sinistra, inginocchiato, il rappresentante dell'Arte della Lana con la balla di lana, seguono quelli dell'Arte del Cambio (col libro), dell'Arte dei Medici e Speziali (vestito d'ermellino) e degli Spadai e Corazzai; a destra dell'Arte dei Giudici e Notai e della Seta (col drappo). |
| D3     |          | Battenti del portale destro                     | Giuseppe Cassioli                                      | Nei battenti si svolgono le storie di Maria. Ultima delle porte ad essere realizzate, questa non si ricollega direttamente alle altre due (a ragione vi s sarebbero docute trovare due storie "mediane" della vita della Vergine, tra cui sicuramente una Natività di Gesù), ma crea un percorso della Salvezza indipendente, dal Peccato originale, all'Assunta; vi si trovano inoltre, in ordine sparso, le scene della Natività di Maria, l'Annunciazione, la Visitazione, e la Fuga in Egitto. Nelle cornici si trovano delle girali, delle Virtù a figura intera, e delle testine ispirate a quelle nelle porte del battistero di Lorenzo Ghiberti. Tra queste ultime, a destra tra la Natività e l'Annunciazione, lo scultore mise il proprio autoritratto, rappresentandosi strozzato dai serpenti, a simboleggiare le difficoltà e le aspre critiche che complicarono la realizzazione della porta. |